# Obtusipalpis pardalis
Obtusipalpis pardalis là một loài bướm đêm thuộc họ Crambidae. Loài này được George Hampson mô tả năm 1896. Loài này được tìm thấy ở Cộng hòa Dân chủ Congo (Katanga), Ethiopia, Mozambique và Zimbabwe.
Ấu trùng ăn các loài thuộc chi Ficus và Euodia latifolia.